# International Hospitality and Tourism College
Het International Hospitality and Tourism College (IHTC) is een private hogeronderwijsinstelling. Het heeft vestigingen in Paramaribo, Suriname, en Willemstad, Curaçao.
Het instituut heette voorheen het Suriname College of Hospitality and Tourism (SCHT) en werd in 2002 opgericht door Arthur Leuden. Het ontving in 2007 de accreditatie voor tertiair (hoger) onderwijs van het University Council of Jamaica (UCJ). Van daaruit werd in 2010 ook de accreditatie ontvangen voor de opleiding Bachelor of Science in Hospitality and Tourism Management. Het SCHT wordt door het Surinaamse ministerie van Onderwijs, Wetenschap en Cultuur eveneens als hbo erkend.
De bacheloropleiding is een vervolgopleiding voor leerlingen uit het middelbaar onderwijs en duurt vier jaar. De studie leidt op voor beroepen in de horeca, zoals hotels en restaurants. Daarnaast worden opleidingen gegeven op het niveau van associate en trainingen aan mulo-leerlingen voor het beroep van supervisor.